# Connarus rostratus
Connarus rostratus là một loài thực vật có hoa trong họ Connaraceae. Loài này được (Vell.) L.B.Sm. mô tả khoa học đầu tiên năm 1955.